# Garibaldi-kazerne

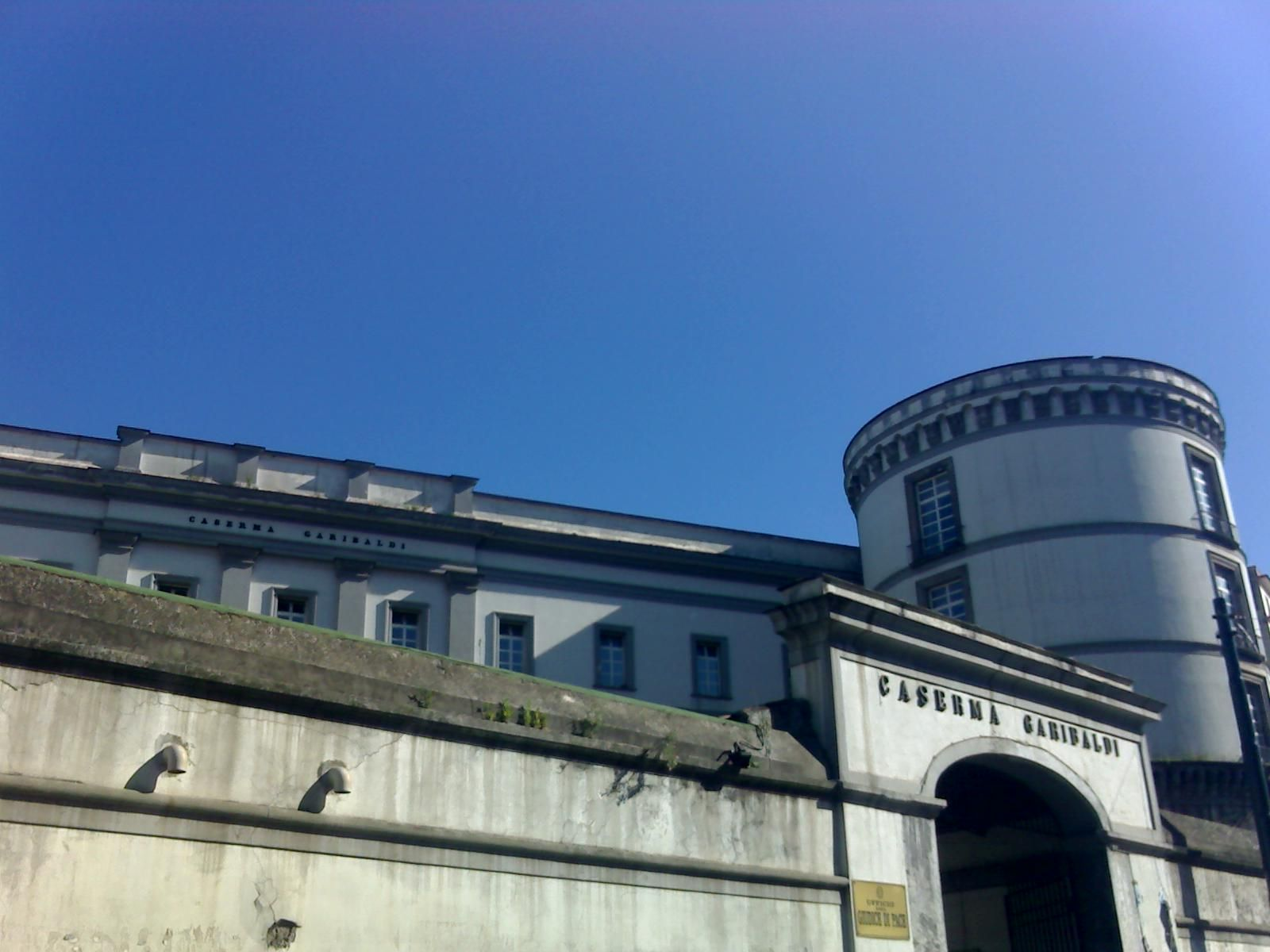
Garibaldi-kazerne in Napels

De Garibaldi-kazerne (19e eeuw) is een voormalige kazerne in Napels, hoofdplaats van de Italiaanse regio Campanië. De kazerne is vernoemd naar de held van de Italiaanse eenmaking Giuseppe Garibaldi. Ze staat in de wijk San Lorenzo, aan de Via Foria. 

## Historiek
De kazerne werd opgericht midden de 19e eeuw ten tijde van het Koninkrijk der Beide Siciliën. Napels was de hoofdstad van het land. Voor de bouw werden bestaande gebouwen hergebruikt en samengevoegd tot een geheel. Zo zijn er stukken van het klooster van de Augustijnen van San Giovanni a Carbonara, een stuk ringmuur uit de tijd van het Huis Anjou-Sicilië in de Middeleeuwen en twee torens waarvan de basis uit de Renaissance dateert. De kloosternaam bleef bewaard in de naam van de kazerne destijds: Quartiere Militare di San Giovanni a Carbonara.
De kazerne bevatte een militaire school voor onderofficieren en officieren. Tevens waren er regimenten van de Koninklijke Vloot en van het landleger van de Bourbon-koningen gekazerneerd. De kazerne was kleiner dan andere kazernes van het Bourbon-regime zoals het Kasteel Sant'Elmo of het Groot-Kwartier van Pizzofalcone.
Na de eenmaking van Italië bleven er nog troepen aanwezig; de kazerne kreeg de naam Garibaldi-kazerne. De troepen moesten uiteindelijk plaats ruimen voor rechtbanken. Zo werd er een vredegerecht in onder gebracht.